# 高田ひろお
高田 ひろお（たかだ ひろお、1947年3月28日 - ）は日本の作詞家、絵本作家、脚本家。日本の歌謡曲で史上最多のシングルレコード売上を記録した「およげ!たいやきくん」の作詞者として知られる。

## 来歴・人物
北海道釧路市出身。
希望学園釧路第一高等学校を卒業後上京し、弁護士をめざして大学の法学部に進学する。大学院まで進んだものの、弁護士には（合格に）時間がかかると言われて志望を断念し、25歳の時に星野哲郎に弟子入りする。作詞家や絵本作家を目指した理由は、都会の子供にも故郷の釧路のような自然に触れてほしいという思いだった。
絵本作家からスタートし、子供向けの楽曲の作詞を多く手がけた。「およげ!たいやきくん」は『ひらけ!ポンキッキ』の童謡募集の話を知って持ち込んだ曲の一つで、10歳頃に冬の銭湯帰りに鯛焼きを買って腹巻きに入れた経験を東京で思い出し、釧路の海であの鯛焼きを泳がせてやりたいと考えたことが元になったという。
交友を持った音楽ディレクターの篠木雅博によると、酒豪ながら飲んでも感情的にならず、飲み代は妻から小遣いとして受け取っており「奔放な人が多い業界で、高田さんのような人は初めてだった」と記している。

## 主な作詞
- 子供向け楽曲
  - 「青い空はポケットさ」（歌：大杉久美子、作曲：菊池俊輔）
  - 「まる顔のうた」（歌：大山のぶ代、作曲：菊池俊輔）
  - 「およげ!たいやきくん」（歌：子門真人、作曲：佐瀬寿一）
  - 「パタパタママ」（歌：のこいのこ、作曲：佐瀬寿一）
  - 「てるてるぼうずがあるいたら」（歌：竹田のぶあき、作曲：佐瀬寿一）
  - 「おふろのかぞえうた」（歌：ビックリ・エレクトリック・カンパニー、作曲：茅蔵人（佐瀬寿一））
  - 「ジョキジョキ・テーラー」（歌：キド・アイ、作曲：茅蔵人（佐瀬寿一））
  - 「パンダうさぎコアラ」（歌：神崎ゆう子・坂田おさむ、作曲：乾裕樹）
  - 「パーマン・マーチ」（歌：三輪勝恵・大竹宏・増山江威子・肝付兼太、作曲：たかしまあきひこ）
  - 「牛ちゃんマンボ」（歌：山崎バニラ、作曲：佐瀬寿一）
  - 「パパとあそぼう」（歌：五木ひろし、作曲：五木ひろし）
  - 「燃えろ!吠えろ!タイガーマスク」（歌：古舘伊知郎、作曲：幸耕平）
  - 「戦うために生まれた戦士」（歌：影山ヒロノブ、作曲：小林亜星） - 特撮オリジナルビデオ『ウルトラマンVS仮面ライダー』主題歌
  - 「てるてる坊主はオサムライ」（歌：小沢亜貴子、作曲：佐瀬寿一、編曲：田代修二）
  - 「千年の樹」（作曲：小林秀雄） - NHK全国学校音楽コンクール小学校の部課題曲
  - 「スーパートレインしんかんせん」
  - 「エアポートエクスプレス」
  - 「ぼくらの夢をのせて」
  - 「Dr.イエロー」
  - 「青空天使」（歌：八木美代子、作曲：青山八郎）
  - 「かつおぶしだよ人生は」（歌：加藤清史郎&アンクル☆させ（佐瀬寿一）、作曲・編曲：佐瀬寿一）
  - 「踊れ!たいやきくん」（歌：たいプリ、作曲：佐瀬寿一）
  - 「まゆげのうた」（歌：神崎ゆう子・坂田おさむ、作曲：たきのえいじ）
  - 「カラスのかっくん」（歌：横山だいすけ・三谷たくみ、作曲：赤坂東児）
  - 「わらうおばけ」（歌：横山だいすけ・小野あつこ、作曲：櫻井映子）
  - 「にんじゃ きりん」（歌：花田ゆういちろう・小野あつこ、作曲：渋谷毅）
  - 「元気のでる歌」（歌：ボニージャックス、作曲：大山高輝、編曲：若松正司）
  - 「わらしのうた」（歌：山崎バニラ、作曲・編曲：たかしまあきひこ）
  - 「おいら歌舞伎のぬらりひょん」（歌：ひまわり屋、作曲：丸山和範）

- 歌謡曲
  - あさみちゆき
    - 港のカラス
    - 砂漠の子守唄
    - あさがお
    - 秋櫻の頃
    - お月さんとおりゃんせ

  - 天知茂
    - 男のポケット

  - 石川さゆり
    - 肥後の盆唄〜炎〜

  - 稲川淳二
    - 花の女子大数え唄

  - 大川栄策
    - 忍ぶの乱れ

  - 川中美幸
    - 祇園のおんな
    - 恋する大阪 (水谷千重子とデュエット)

  - 工藤あやの
    - 花咲く丘

  - 小林旭
    - 遠き昭和の…

  - 佐々木新一
    - 柳葉魚

  - 清水博正
    - 飛騨川恋唄

  - 走裕介
    - 昭和縄のれん
    - 知床挽歌
    - 流氷列車

  - 南かなこ
    - 人恋岬

  - 杜このみ
    - 三味線わたり鳥

  - 森昌子
    - 鴎唄

  - 山川豊
    - 螢子

  - れいか 
    - 貯金の好きな女

  - 彩青
    - 銀次郎旅がらす

## 主な絵本
- 『ながいおひげのえんちょうせんせい』
- 『モービルタウン』
- 『たこやきマントマン』